# ATP Tour World Championships 1990
De ATP Tour World Championships 1990 werd voor de eerste keer in het Duitse Frankfurt gehouden. Het toernooi werd van 13 tot 18 november 1990 in de Festhalle Frankfurt op tapijtbanen gespeeld. Het deelnemersveld bestond uit de beste acht spelers op de ATP Rankings.

## Enkelspel

### Deelnemers
De acht geplaatste:
| Ranking | Speler         | Prestatie    |
| ------- | -------------- | ------------ |
| 1.      | Stefan Edberg  | Runner-up    |
| 2.      | Boris Becker   | Halve finale |
| 3.      | Ivan Lendl     | Halve finale |
| 4.      | Andre Agassi   | Winnaar      |
| 5.      | Pete Sampras   | Round Robin  |
| 6.      | Andrés Gómez   | Round Robin  |
| 7.      | Thomas Muster  | Round Robin  |
| 8.      | Emilio Sánchez | Round Robin  |

### Groepsfase
De eindstand in de groepsfase wordt bepaald door achtereenvolgend te kijken naar eerst het aantal overwinningen in combinatie met het aantal wedstrijden. Mochten er dan twee spelers gelijk staan wordt er naar het onderling resultaat gekeken. Mocht het aantal overwinningen en wedstrijden bij drie of vier spelers gelijk wordt er gekeken naar het percentage gewonnen sets en eventueel gewonnen games. Als er dan nog steeds geen ranglijst opgemaakt kan worden dan beslist de wedstrijd commissie.

#### Arthur Ashe Groep
|               |                | Uitslag             |
| ------------- | -------------- | ------------------- |
| Stefan Edberg | Emilio Sánchez | 6-7(4), 6-3, 6-1    |
| Andre Agassi  | Pete Sampras   | 6-4, 6-2            |
| Pete Sampras  | Emilio Sánchez | 6-2, 6-4            |
| Stefan Edberg | Andre Agassi   | 7-6(4), 4-6, 7-6(5) |
| Andre Agassi  | Emilio Sánchez | 6-0, 6-3            |
| Stefan Edberg | Pete Sampras   | 7-5, 6-4            |

| Nr. | Speler         | Wedstrijd W - V | Sets W - V | Games W - V |
| --- | -------------- | --------------- | ---------- | ----------- |
| 1   | Stefan Edberg  | 3-0             | 6-2        | 49-38       |
| 2   | Andre Agassi   | 2-1             | 5-2        | 42-27       |
| 3   | Pete Sampras   | 1-2             | 2-4        | 27-31       |
| 4   | Emilio Sánchez | 0-3             | 1-6        | 20-42       |

#### Cliff Drysdale Groep
|              |               | Uitslag          |
| ------------ | ------------- | ---------------- |
| Ivan Lendl   | Thomas Muster | 6-3, 6-3         |
| Boris Becker | Andrés Gómez  | 4-6, 6-3, 6-3    |
| Ivan Lendl   | Andrés Gómez  | 6-4, 6-1         |
| Boris Becker | Thomas Muster | 7-5, 6-4         |
| Boris Becker | Ivan Lendl    | 1-6, 7-6(2), 6-4 |
| Andrés Gómez | Thomas Muster | 5-7, 7-5, 4-6    |

| Nr. | Speler        | Wedstrijd W - V | Sets W - V | Games W - V |
| --- | ------------- | --------------- | ---------- | ----------- |
| 1   | Boris Becker  | 3-0             | 6-2        | 43-37       |
| 2   | Ivan Lendl    | 2-1             | 5-2        | 30-25       |
| 3   | Thomas Muster | 1-2             | 2-5        | 33-41       |
| 4   | Andrés Gómez  | 0-3             | 2-6        | 33-41       |

### Knock-outfase
|  | Halve finale | Halve finale  | Halve finale | Halve finale | Halve finale |   |               | Finale       | Finale | Finale | Finale | Finale | Finale | Finale |
|  |              |               |              |              |              |   |               |              |        |        |        |        |        |        |
|  | 1            | Stefan Edberg | 6            | 6            |              |   |               |              |        |        |        |        |        |        |
|  | 3            | Ivan Lendl    | 4            | 2            |              |   |               |              |        |        |        |        |        |        |
|  | 3            | Ivan Lendl    | 4            | 2            |              | 1 | Stefan Edberg | 7            | 65     | 5      | 2      |        |        |        |
|  |              |               |              |              |              | 1 | Stefan Edberg | 7            | 65     | 5      | 2      |        |        |        |
|  |              | 4             | Andre Agassi | 5            | 7            | 7 | 6             |              |        |        |        |        |        |        |
|  | 2            | 4             | Andre Agassi | 5            | 7            | 7 | 6             | Boris Becker | 2      | 4      |        |        |        |        |
|  | 2            |               |              |              |              |   |               | Boris Becker | 2      | 4      |        |        |        |        |
|  | 4            | Andre Agassi  | 6            | 6            |              |   |               |              |        |        |        |        |        |        |

## Dubbelspel
Het ATP Tour World Championships 1990 dubbelspeltoernooi vond plaats in Sanctuary Cove . Het toernooi werd van 21 tot 25 november 1990 op hardcourtbanen gespeeld. Het deelnemersveld bestond uit de beste acht dubbels op de ATP Rankings.
De acht geplaatste dubbels:

### Deelnemers
| Ranking | Speler                        | Prestatie    |
| ------- | ----------------------------- | ------------ |
| 1.      | Pieter Aldrich Danie Visser   | Round Robin  |
| 2.      | Rick Leach Jim Pugh           | Round Robin  |
| 3.      | Scott Davis David Pate        | Halve Finale |
| 4.      | Guy Forget Jakob Hlasek       | Winnaars     |
| 5.      | Grant Connell Glenn Michibata | Halve Finale |
| 6.      | Sergio Casal Emilio Sánchez   | Runners-up   |
| 7.      | Darren Cahill Mark Kratzmann  | Round Robin  |
| 8.      | Neil Broad Gary Muller        | Round Robin  |

### Groepsfase
De eindstand in de groepsfase wordt bepaald door achtereenvolgend te kijken naar eerst het aantal overwinningen in combinatie met het aantal wedstrijden. Mochten er dan twee koppels gelijk staan wordt er naar het onderling resultaat gekeken. Mocht het aantal overwinningen en wedstrijden bij drie of vier koppels gelijk wordt er gekeken naar het percentage gewonnen sets en eventueel gewonnen games. Als er dan nog steeds geen ranglijst opgemaakt kan worden dan beslist de wedstrijd commissie.

#### Newcombe-Roche Groep
|                               |                               | Uitslag       |
| ----------------------------- | ----------------------------- | ------------- |
| Guy Forget Jakob Hlasek       | Grant Connell Glenn Michibata | 7-6(4), 6-3   |
| Pieter Aldrich Danie Visser   | Darren Cahill Mark Kratzmann  | 6-2, 6-4      |
| Grant Connell Glenn Michibata | Darren Cahill Mark Kratzmann  | 6-4, 5-7, 6-4 |
| Pieter Aldrich Danie Visser   | Guy Forget Jakob Hlasek       | 3-6, 5-7      |
| Pieter Aldrich Danie Visser   | Grant Connell Glenn Michibata | 2-6, 6-7(4)   |
| Guy Forget Jakob Hlasek       | Darren Cahill Mark Kratzmann  | 6-2, 7-6(4)   |

| Nr. | Speler                        | Wedstrijd W - V | Sets W - V | Games W - V |
| --- | ----------------------------- | --------------- | ---------- | ----------- |
| 1   | Guy Forget Jakob Hlasek       | 3-0             | 6-0        | 39-25       |
| 2   | Grant Connell Glenn Michibata | 2-1             | 4-3        | 39-32       |
| 3   | Pieter Aldrich Danie Visser   | 1-2             | 2-4        | 28-32       |
| 4   | Darren Cahill Mark Kratzmann  | 0-3             | 1-6        | 29-42       |

#### Hoad-Rosewall Groep
|                             |                             | Uitslag             |
| --------------------------- | --------------------------- | ------------------- |
| Scott Davis David Pate      | Neil Broad Gary Muller      | 6-2, 6-2            |
| Rick Leach Jim Pugh         | Sergio Casal Emilio Sánchez | 6-4, 6-2            |
| Sergio Casal Emilio Sánchez | Neil Broad Gary Muller      | 6-7(6), 6-3, 7-6(2) |
| Rick Leach Jim Pugh         | Scott Davis David Pate      | 6-7(4), 6-3, 4-6    |
| Rick Leach Jim Pugh         | Neil Broad Gary Muller      | 7-6(6), 4-6, 6-7(2) |
| Scott Davis David Pate      | Sergio Casal Emilio Sánchez | 3-6, 6-7(4)         |

| Nr. | Speler                      | Wedstrijd W - V | Sets W - V | Games W - V |
| --- | --------------------------- | --------------- | ---------- | ----------- |
| 1   | Sergio Casal Emilio Sánchez | 2-1             | 4-3        | 38-37       |
| 2   | Scott Davis David Pate      | 2-1             | 4-3        | 37-33       |
| 3   | Neil Broad Gary Muller      | 1-2             | 3-5        | 39-48       |
| 4   | Rick Leach Jim Pugh         | 1-2             | 4-4        | 45-41       |

### Knock-outfase
|  | Halve finale | Halve finale                | Halve finale                | Halve finale | Halve finale | Halve finale | Halve finale |                               |   | Finale                  | Finale | Finale | Finale | Finale | Finale | Finale |
|  |              |                             |                             |              |              |              |              |                               |   |                         |        |        |        |        |        |        |
|  | 4            | Guy Forget Jakob Hlasek     | 3                           | 4            | 6            | 7            | 6            |                               |   |                         |        |        |        |        |        |        |
|  | 3            | Scott Davis David Pate      | 6                           | 6            | 4            | 65           | 4            |                               |   |                         |        |        |        |        |        |        |
|  | 3            | Scott Davis David Pate      | 6                           | 6            | 4            | 65           | 4            |                               | 4 | Guy Forget Jakob Hlasek | 6      | 7      | 5      | 6      |        |        |
|  |              |                             |                             |              |              |              |              |                               | 4 | Guy Forget Jakob Hlasek | 6      | 7      | 5      | 6      |        |        |
|  |              | 6                           | Sergio Casal Emilio Sánchez | 4            | 65           | 7            | 4            |                               |   |                         |        |        |        |        |        |        |
|  | 5            | 6                           | Sergio Casal Emilio Sánchez | 4            | 65           | 7            | 4            | Grant Connell Glenn Michibata | 4 | 7                       | 4      | 7      | 3      |        |        |        |
|  | 5            |                             |                             |              |              |              |              | Grant Connell Glenn Michibata | 4 | 7                       | 4      | 7      | 3      |        |        |        |
|  | 6            | Sergio Casal Emilio Sánchez | 6                           | 6            | 6            | 63           | 6            |                               |   |                         |        |        |        |        |        |        |